# إسحاق هرنانديز
إسحاق هرنانديز (بالإسبانية: Isaac Hernández)‏ هو راقص باليه مكسيكي، ولد في 30 أبريل 1990.